# Launaea brunneri
Launaea brunneri là một loài thực vật có hoa trong họ Cúc. Loài này được (Webb) Amin ex Boulos mô tả khoa học đầu tiên năm 1962.